# Al-Mazza

Dzielnice Damaszku. Al-Mazza na południowym zachodzie, w kolorze szarym.

Al-Mazza (arab. المزة) – jedna z 15 dzielnic Damaszku, stolicy Syrii. Przebiega przez nią wylotowa ulica Fajiz Mansur, zwana także autostradą Al-Mazza. Geograficznie zdominowana przez górę Mazza, na której znajduje się Pałac Prezydencki. Niegdyś podmiejska wieś założona przez imigrantów z Jemenu między VII a VIII w., w okresie kalifatu Umajjadów.

## Forteca, więzienie i lotnisko
W czasach krucjat na wzgórzu Mazza powstał zamek, przekształcony podczas trwania francuskiego mandatu w twierdzę i więzienie. Było jednym z najdłużej działających więzień w Syrii.
Więzienie mieściło około 1000 osób. Znajdowało się tam 60 izolatek (1,5×2 metry), pokoje przesłuchań i tortur. Osadzeni długoterminowo zajmowali 12 dużych (6×12 m) lub 12 małych cel (2×3 m).
Więzienie zostało zamknięte w listopadzie 2000, po nagłośnieniu sprawy więźniów politycznych i apelu 99 intelektualistów syryjskich z 27 września 2000. Wcześniej było "tradycyjnym" miejscem osadzania (i egzekucji) wewnętrznych więźniów politycznych, począwszy od pierwszych zamachów stanu w 1949. 
Na terenie dzielnicy powstało również lotnisko wojskowe. 

## Od XIX wieku
Już w XIX wieku określana jako przedmieścia Damaszku. Ulokowane było tam wiele winnic, sadów oliwnych i owocowych, nawadnianych z rzeki Barada.
Dynamiczny rozwój Al-Mazzy nastąpił od 1958, za czasów unii egipsko-syryjskiej kierowanej przez prezydenta Abdel Nasera, gdy zaplanowano tu powstanie dzielnicy mieszkalnej wzdłuż trasy wylotowej na Bejrut (obecnie: Fajiz Mansur), tzw. projektu Abdel Nasera. W ramach jego realizacji powstało tu wiele wysokich budynków mieszkalnych typu wielka płyta.
Po wojnie sześciodniowej, w trakcie której ulica była zapasowym pasem startowym, przekształcono ją w szeroką aleję.
Od czasów rządów partii Baas powstało wiele wojskowych budynków mieszkalnych i rządowych. Do 1984 swoje koszary miały tu Kompanie Obrony.
W latach 70. dzielnica zyskała na popularności dzięki rozbudowie uniwersytetu i korzystnemu położeniu (w kierunku Libanu).
W 1990 na górze Mazza ukończono Kasr asz-Szab - pałac prezydencki zaprojektowany w latach 1975–1979 przez Kenzō Tange na zlecenie Hafiza al-Asada. Rozległa, modernistyczna budowla zbudowana jest głównie z białego marmuru.

## Po roku 2011
Do czasu wojny domowej uważana za dzielnicę ludzi zamożnych. Z licznymi sklepami, restauracjami i hotelami. Położone był tu biura ONZ, ambasady (Australii, Austrii, Czech, Iranu, Jemenu, Grecji, Kanady, Kuby, Maroko, Tunezji) i domy dyplomatów. Z uwagi na lokalizację lotniska, było miejscem ciężkich walk, w tym wielokrotnym celem ostrzału rakietowego.
Istniało tam jednak również wiele nielegalnie postawionych budynków i budowli przez osoby biedne, imigrantów i uchodźców. We wrześniu 2012 prezydent Baszszar al-Asad wydał dekret nr 66 o utworzeniu dwóch nowych stref planowania przestrzennego, zajętych wówczas przez nielegalne budownictwo i mających być rzekomo terenem działania grup zbrojnych i terrorystycznych. Według Human Rights Watch między grudniem 2012 a lipcem 2013 wyburzono około 3000 budynków na ponad 41 hektarach w pobliżu lotniska. W planach upatrywano jednak działań wojskowo-politycznych, gdyż większość wysiedlonych mieszkańców było proopozycyjnymi Sunnitami.